# محاصره ترتسا (۱۱۴۸)

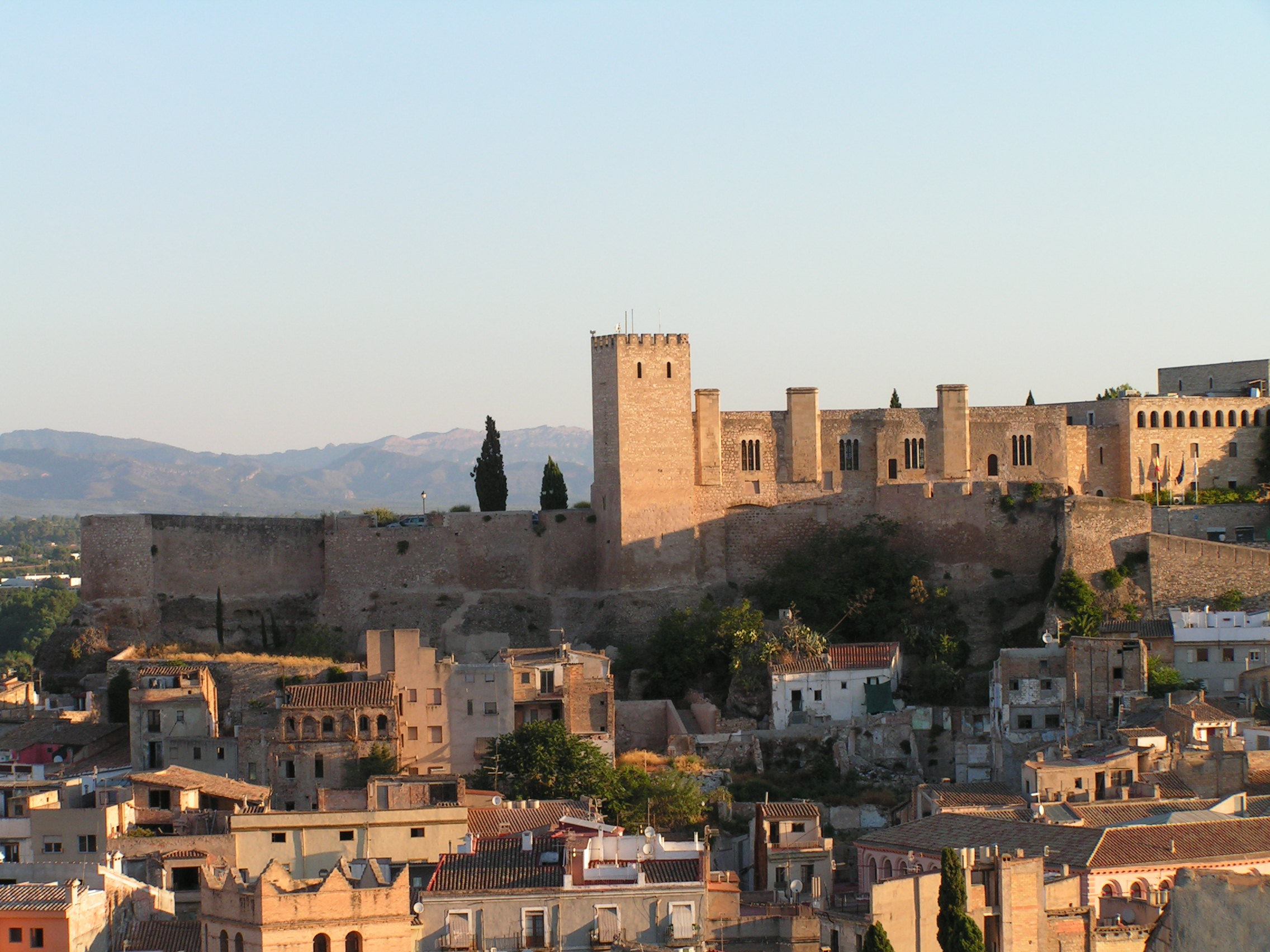
استحکامات مسلمان ترتسا، در سال ۱۱۴۸ بوسیلهٔ سپاه صلیبی محاصره شد.

محاصره ترتسا (۱ ژوئیه–۳۰ دسامبر ۱۱۴۸ میلادی) یک رویداد نظامی در جریان جنگ صلیبی دوم (۱۱۴۷–۴۹) و در اسپانیا بود. سپاهی چند ملیتی به فرماندهی رامون برنگور چهارم، کنت بارسلونا، شهر ترتسا را که قسمتی از خلافت مرابطون بود برای مدت هفت ماه و تا زمان تسلیم پادگان شهر در محاصره گرفت.
این لشکرکشی پس توافقی بین بارسلونا و حکومت شهر ایتالیایی جنوا و در پی یورش ناگهانی جنوایی‌ها به سرزمین‌های مرابطون در سال ۱۱۴۶، به وقوع پیوست. در همین هنگام، جنوآیی‌ها همچنین با کمک به کاستیلی‌ها برای اردوکشی ضد مرابطون در آلمریا موافقت کردند. تاییدیهٔ پاپ که تلاش اسپانیایی‌ها را به فراخوان برای جنگ صلیبی دوم در سرزمین‌های مقدس مربوط می‌کرد، در سال پس از فراخوان آغاز جنگ صلیبی دوم بدست آمد. شرکت کنندگان در محاصرهٔ ترتسا همانند آنانی که در راه سرزمین مقدس بودند، «زائر» (peregrini) خطاب شدند.

## برای مطالعهٔ بیشتر
- Belza, Julio (1961). "La conquista de Tortosa en su aspecto militar". Revista de Historia Militar. 5: 31–50.
- Hiestand, Rudolf (1984). "Reconquista, Kreuzzug und heiliges Grab: Die Eroberung von Tortosa 1148 im Lichte eines neuen Zeugnisses". Gesammelte Aufsätze zur Kulturgeschichte Spaniens. 31: 136–57.
- Hillenbrand, Carol (1986). "A Neglected Episode of the Reconquista: A Christian Success in the Second Crusade". Revue des études islamiques. 54: 163–70.
- Virgili i Colet, Antoni (1995). ...Ad detrimendum Hispanie... : Conquesta i feudalització de la ciutat i la regió de Tortosa. Barcelona.
- Virgili i Colet, Antoni (1995). "Conquesta i feudalització de la regió de Tortosa (1148–1200)". Les darreres investigacions arxivístiques de la historia de Tortosa. Tortosa. pp. 36–49.